# ميتش كابور
ميتش كابور(/ˈkeɪpɔːr/  KAY-por;؛ من مواليد 1 نوفمبر 1950) هو رائد أعمال أمريكي اشتهر بعمله كمطور للتطبيقات، في الأيام الأولى لصناعة برامج الكمبيوتر الشخصية، ثم أسس لوتس لاحقًا، كان له دور أساسي في تطوير جدول بيانات لوتس 1-2-3. غادر لوتس في عام 1986. في عام 1990 مع جون بيري بارلو وجون جيلمور، شارك في تأسيس مؤسسة الحدود الإلكترونية، وشغل منصب الرئيس حتى عام 1994.يعمل كابور في مجلس SMASH، وهي مؤسسة غير ربحية أسستها كلاين لمساعدة العلماء نعلى صقل معرفتهم STEM مع بناء الشبكات والمهارات اللازمة لشغل وظائف في مجال التكنولوجيا والعلوم.

## حياته وتعليمه
ولد كابور لعائلة يهودية في بروكلين، نيويورك، ونشأ في فريبورت، نيويورك في لونغ آيلاند، حيث تخرج من المدرسة الثانوية عام 1967. وحصل على شهادة البكالوريوس. من جامعة ييل في عام 1971 ودرس علم النفس واللغويات وعلوم الكمبيوتر في تخصص متعدد التخصصات، كما حضر في كلية بيكون ومقرها بوسطن، والتي كانت الحرم الجامعي الأقمار الصناعية في واشنطن العاصمة.